# Emil Nagy

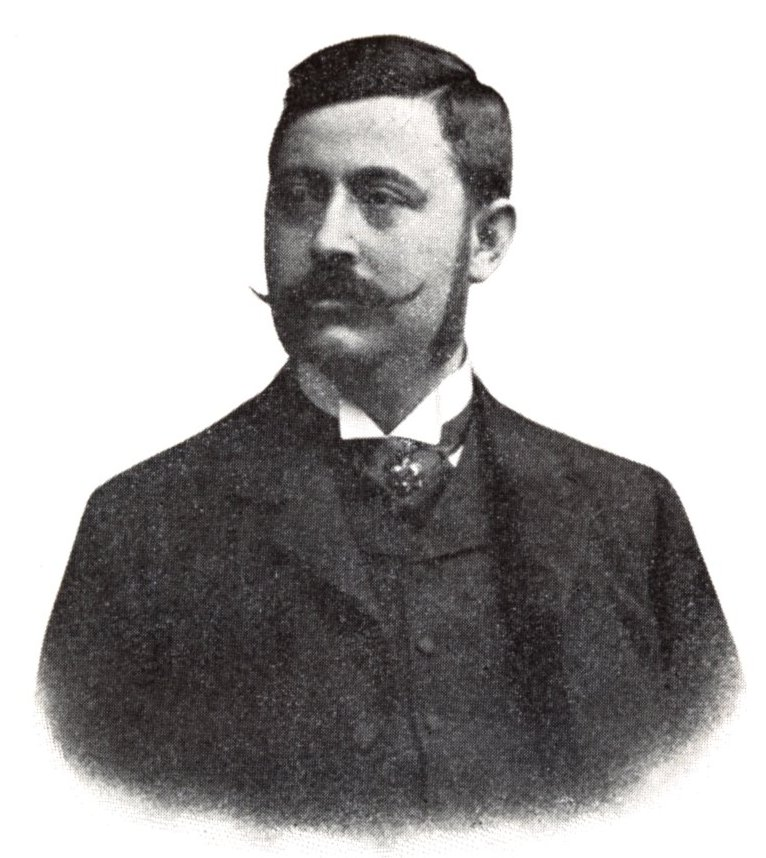
Emil Nagy, 1905

Emil Nagy von Vámos (* 16. November 1871 in Kaposvár, Königreich Ungarn; † 20. August 1956 in Budapest) war ein ungarischer Jurist, Politiker und Justizminister in den Jahren 1923/24.

## Leben
Nach dem Jurastudium in Budapest arbeitete Nagy ab 1898 als Anwalt in Budapest und war bis 1923 Rechtsbeistand des Familienfideikommiss der Familie Esterházy. Ab 1905 war Nagy bis 1911 Reichstagsabgeordneter der Kossuth Partei und war Publizist des Budapesti Hírlap. Von 1922 bis 1935 war Nagy erneut Parlamentsabgeordneter und von 11. Juni 1923 bis 21. Februar 1924 Justizminister im Kabinett von István Bethlen. 1924 trat er aus der Regierungspartei aus und arbeitete bis 1946 als Anwalt.
Nagy starb 1956 in Budapest und wurde auf dem Farkasréti temető beerdigt.